# 緑地環境学科
緑地環境学科（りょくちかんきょうがっか）とは、緑地に関する研究や教育を目的とした大学の学科。
千葉大学園芸学部、西日本短期大学に設置されている。また東京大学農学部環境資源科学課程に緑地環境学専修、東京農業大学短期大学部に環境緑地学科、大阪公立大学農学部に緑地環境科学科（旧大阪府立大学生命環境科学域緑地環境科学類）が設置されている。
千葉大学園芸学部の緑地環境学科はさらに環境造園計画学分野、環境造園デザイン学分野、環境造園管理学分野を有する環境造園学プログラムの他、緑地環境システム学分野、緑地環境資源学分野を有する農業工学系の緑地科学プログラム、緑地福祉学や園芸療法、環境教育学や植物学の健康機能を学ぶ環境健康学プログラムといった3つのプログラムで構成されている。

## 緑地学
この場合の緑地環境学・緑地学とは広義の造園学で、緑化工学や森林科学、ランドスケープデザイン分野や環境デザイン、ビオトープなどに関する分野を包括した学際領域となっている。
朝倉書店から出版された高橋理喜男ら『造園学』では、東京高等造園学校が開校した大正13年には、日本最初の大学における造園学の講座が京都帝国大学農学部に設けられ、大正14年には日本造園学会が設立。造園学に関ずる基礎が着々と固められ、それとともに、造園学の取り扱う対象も庭園、公園にとどまらず広範の緑域全般にまで拡大され、その結果最近でほ、「緑地学」という名称も生じてきたとし、造園学の概念を拡大して用いるか、新たに定義づけられた緑地学の用語を用いるべきかは議論のあるところであるとしながらも、「造園」という用語に対して、世間一般での受け止め方と専門家内での理解との間に相当な差異が生じてきたことをかんがみ、広義の造園学を、緑地学とは同一の内容をもつものと位置づけておくのが妥当であるとしている。
昭和39年（1964年）に日本造園学会が日本学術会議宛に提出した将来計画についての意見書の中で、東京大学農学部での例を紹介、「縁地学とは、人間生活環境の物的な秩序形成において、自然と人間社会の調和融合を求めるため、健康にして美しく快適な緑の環境を地表に創造し、かつその成果および自然の緑地を保全育成する技術と、その基礎を研究する学問である。」との記述を、「ここでは緑地学という用語で示されているが、前述のように広議の造園学とみなしてもよいものであり、ここに記された概念規定は今日の造園学の範囲を一応示しているということができよう。この定義において注目すべきことは、まず造園学は物的な空間秩序 (フィジカル・プランニング、 physical plannimg) を行う学問分野の一つであること、自然と人間との関係を生物学 (生態学) 的に、レクリエーション的に、また美的にも健全にして適正なる状態にすること。さらにこれらの活動を主として緑地といわれる空間を対象にして行うということである。そして成立した空間（緑の環境）を保全し、さらに育成していくことをも含めている点である。このような内容をもつ概念は従来の造るという面に重点がおかれて使用されている造園という語ではややなじみが悪いかもしれない」、と述べている。この名残から、東京大学農学部旧農業生物学科（Dコース）を生産・環境生物学緑地生物学専修、大学院農学生命科学研究科生圏システム学専攻に緑地創成学研究室など、緑地を付けた名称を用いている。

## 造園施工管理技士
緑地環境学科や、類する緑地学科、緑地工学科、以下旧制高等教育機関も含め、緑地科、環境緑地科、環境緑化科、緑地土木科、環境工学科、環境科、林業緑地科、緑地園芸科、といった名称の学科出身者は、所定の実務年数を経て造園施工管理技士の受験資格を得ることができる（番号は07）。
大阪府立大学生命環境科学部緑地環境科学科（2012年から、生命環境科学域緑地環境科学類）、千葉大学園芸学部緑地環境学科、旧環境緑地学科、旧緑地・環境学科に関しても、同様である。